# Nemoura rivorum
Nemoura rivorum is een steenvlieg uit de familie beeksteenvliegen (Nemouridae). De wetenschappelijke naam van de soort is voor het eerst geldig gepubliceerd in 1995 door Ravizza & Ravizza-Dematteis.